# 亀井進
亀井 進（かめい すすむ、1946年10月2日 - ）は、山口県下関市生まれの元プロ野球選手（投手）。

## 来歴・人物
下関市立名陵中学校から早鞆高校に投手として進学。1964年の第46回全国高等学校野球選手権大会長門地区予選2回戦で、池永正明を擁し優勝候補筆頭に挙げられた下関商に完封勝利する。前年の選抜優勝、選手権準優勝校の県大会初戦敗退は全国でも大きく報じられた。勢いに乗った早鞆は西中国大会（当時は現在の1県1代表制ではなかった）を制し同校初の甲子園出場を決めると、本大会でも準優勝に輝いた。野球部の同期には中村正義、古田忠士がいる。
翌年、大洋ホエールズ（現・横浜DeNAベイスターズ）に入団。プロ野球で一軍登板はなく、1970年に引退した。
引退後も大洋球団に残り、マネージャーやスカウトなどを歴任し、編成部長などを務めた。

## 選手としての特徴
さほど恵まれた体格ではないが、全国屈指の剛腕池永に投げ勝った慎重さ、読みの深さが持ち味。さほど球威はないが、安定した合理的なフォーム、正しいコントロールから直球は外角を正確に突く。カーブの使い方もうまく、高速スライダーも投げる。夏の甲子園では5試合を自責点1（失点6）に抑え、予選も7試合中6試合を完封した。

## 詳細情報

### 年度別投手成績
- 一軍公式戦出場なし

### 背番号
- 47 （1965年 - 1967年）
- 78 （1968年 - 1970年）